# ケフェウス座ラムダ星
ケフェウス座λ星（ケフェウスざラムダせい、λ Cephei、λ Cep）は、ケフェウス座の恒星である。見かけの等級は5.04で、非常に高温の恒星であり、肉眼でみえるものとしてはかなり珍しいスペクトル型をしている。ケフェウス座OB3アソシエーションから弾き出されたとみられる逃走星で、星間物質との間にバウショックが生じている。脈動や恒星風の影響で、そのスペクトルは時間によって変化している。

## 特徴
ケフェウス座λ星は、O型超巨星で、スペクトル型はO6.5 I(n)fpと分類され、肉眼でみえる見かけの等級が明るい恒星としてはかなり珍しいスペクトル型である。このスペクトル型の添え字は、スペクトル線の幅が非常に広く、2階電離窒素と1階電離ヘリウムの強い輝線がみられる特異なスペクトルを持つことを表している。
ケフェウス座λ星は、太陽からの距離がおよそ3100光年と推定され、絶対等級は-6よりも明るいとみられる。表面の有効温度はおよそ36000 K、光度は太陽の63万倍に上る。半径は太陽の約17.5倍、質量は太陽の約42.3倍と見込まれている。自転も速く、赤道での自転速度は210 km/s以上と考えられる。これだけ質量が大きい恒星は、寿命が短く、やがて超新星になって、中性子星あるいはブラックホールを後に残すと考えられる。

### 逃走星
ケフェウス座λ星は単独星であると考えられるが、空間運動の特異速度からして逃走星であると考えられ、かつてはケフェウス座OBアソシエーションに属していたものみられる。起源となる星団は、元々はケフェウス座OB2アソシエーションと考えられていたが、星団との距離と年齢からすると、むしろケフェウス座OB3アソシエーション起源ではないかと考えられるようになった。ケフェウス座λ星の周囲では、赤外線天文衛星IRASがバウショックの存在を発見し、スピッツァー宇宙望遠鏡によってその細かい構造が調べられている。バウショックの向きは、高速で移動するケフェウス座λ星の特異速度の向きと整合し、およそ250万年前、誕生から間もない時期にケフェウス座OB3アソシエーションを飛び出した、と予想される。

### 変光
ケフェウス座λ星は、その特徴的な窒素、ヘリウムのスペクトル線の輪郭が時間変化することがわかっており、変光星総合カタログでは明るさも5.00等から5.07等の間を変化するして、新しい変光星候補とされた。その後、ヒッパルコス衛星による測光では、0.63日周期で振幅0.016等級の変光を示すとされた。スペクトル線の時間変化は複雑で、最初に周期が6.6時間、12.3時間という2種類の振幅が小さい非動径振動が見出されたが、この周期も時間とともに変化し一定していないと考えられる。可視光に加え、紫外線やX線のスペクトルも観測されており、いずれも時間によって変化することがわかっている。可視光のヘリウム輝線や紫外のスペクトル線は、多様な時間尺度で変化するが、典型的には2日前後から4日程度の尺度であり、恒星の自転と振動、そして恒星風の複合的な影響によるものと予想されるが、詳しいしくみは明らかになっていない。水素のHα線やX線スペクトルの時間変化は、概ね4.1日周期で、これらは恒星の自転と関係した変化だと考えられている。

## 名称
中国ではケフェウス座λ星は、周の穆王に仕えた馬を司る官にして乗馬の名手で、徐の平定に功があって趙の始祖となった、実在とされる人物の名前を冠する造父（拼音: Zào Fù）という星官を、ケフェウス座δ星、ケフェウス座ζ星、ケフェウス座μ星、ケフェウス座ν星と共に形成する。ケフェウス座λ星自身は、造父三（拼音: Zào Fù sān）すなわち造父の3番星といわれる。